# Духовская церковь (Старая Русса)
Духовская церковь  (Церковь Святого Духа, Свято-Духовская церковь) — православная церковь в городе Старая Русса, Россия.

## История
Духовская церковь была возведена на территории Введенской стороны, на площади, названной по церкви Духовскою. Площадь образовалась при соединении улиц Духовской (ныне улица Восстания), Бычатинской (ул. Устюжанина) и Поперечной. Напротив церкви располагались Зелёные казармы (военные поселения). Позднее на юго-востоке на месте большого парка купца Ивана Сомрова в 1911 году появилась фабрика Лютера, которая занималась производством фанеры на экспорт. А вокруг церкви появился рабочий посёлок с частными домами. 

Церковь была построена в 1797 году. Но по церковной описи значится 1779 год.А по клировым ведомостям упоминается 1783 и 1793 годы. Её выстроил богатый старорусский купец Епифаний Бычатин (по другим данным — Кучков), поселившийся в округе. Образовался новый приход, включивший около 30 окрестных деревень. 

В 1824 году при устройстве военных поселений приходская Свято-Духовская церковь перешла в военное ведомство и стала штабною 2-й гренадёрской дивизии. С 1832 года, когда военные поселения были преобразованы в округа пахотных солдат, стала именоваться штабною церковью округов пахотных солдат Старорусского уезда. В 1857 году, после уничтожения поселений, была передана сначала в ведомство департамента уделов, а потом перешла в Епархиальное ведомство и снова получила статус приходской церкви. Вместе с этими изменениями уменьшился приход. Деревни были причислины к другим церквям. Остались лишь Дубовицы, Муравьево, Гущино и Крёкша. В 1868 году вместо двух священников и диакона и псаломщика был оставлен лишь один священник, диакон и псаломщик. Лишь с появлением фабрики в церковь был направлен ещё один священник и псаломщик.
19 марта 1922 года в Духовской церкви состоялось собрание верующих, выступавших против изъятия церковных ценностей властями. Вскоре был арестован настоятель церкви отец Владимир и обвинён в «агитации против декрета об изъятии церковных ценностей». По делу о «Старорусских беспорядках (г. Старая Русса (1922)» он был приговорён к расстрелу, который был заменён на 5 лет ареста.
В начале 1930-х годов церковь была закрыта и преобразована в общеобразовательную школу. Во время Великой Отечественной войны здание бывшей Духовской церкви было полностью разрушено и не восстановлено. В настоящий момент на этом месте находится проходная завода «Химмаш».

## Архитектура
Церковь имела вид продолговатого четырёхугольника. Длина церкви — 13 саженей (27,7368 м), ширина — 11 1/2 сажени (24,5364 м), высота с крестом — 12 саженей (25,6032 м). Алтарное полукружие было пристроено с юго-восточной стороны, с востока и запада примыкали приделы, а с севера — колокольня с небольшими трибунами. Над стенами выведен восьмиугольный купол, как и над придельными алтарями. На куполах установлены железные кресты. 

Колокольня была выстроена в 3 яруса, на ней установлено 7 колоколов. Самый большой из них 201 пуд 10 фунтов, был вылит в 1909 году. Сама колокольня была разобрана в 1884 году и перестроена из-за ветхости.

## Внутреннее убранство
Главная часть храма посвящена Святому Духу. Там находился четырёхъярусный иконостас, украшенный золочёной резьбой по дубовому полю. В притворах золоченая резьба шла по розовому полю. В северном приделе храма в честь святого Епифания Кипрского образа в иконостасе были овальной формы итальянского письма, а в приделе преподобной Марии Египетской (с южной стороны) — обычной формы. При входе в церковь находился образ прежнего иконостаса, который существовал до 1897 года.

## Святыни
- В Епифаниевском приделе находился почитаемый образ святителя Николая Чудотворца в чудесах.
- В правом приделе находился образ преп. Марии Египетской
- За правым клиросом придела находился древний образ Тихвинской Божией Матери.
- Образ Страстей Христовых (древнерусского письма, обложенный по краям басмою), который был пожертвован купцами Сомровыми.

## Жертвования
Генерал-лейтенант фон Фрикен пожертвовал мраморные свечи к местным иконам. Генерал-майоры Макаров и Набоков возобновили ризницу, умножили утварь и пожертвовали несколько ковров. Генерал-лейтенант Филиппович (по другим данным — Филиппов) в 1824 году пожертвовал картину «Исцеление апостолом Петром хромого» (итальянского письма). Так же в церкви хранилось серебряное блюдо, на котором старорусские горожане подносили хлеб-соль императору Николаю I. Он его и пожертвовал в храм.

## Школа
Рядом с церковью была построена школа с садом, которая была открыта в 1882 году. Сначала она была одноэтажной, но в 1886 году по желанию князя Васильчикова построено двухэтажное здание, которое сгорело в 1894 году. Восстановлено через 2 года на страховые выплаты.